# Victor Davis
Victor Davis  (ur. 10 lutego 1964 w Guelph, zm. 13 listopada 1989 w Montrealu) – kanadyjski pływak. Wielokrotny medalista olimpijski.
Specjalizował się w stylu klasycznym, sukcesy odnosił również w sztafetach w stylu zmiennym. Brał udział w dwóch igrzyskach (IO 84, IO 88), na obu zdobywał medale. W Los Angeles zdobył dwa medale w wyścigach indywidualnych: złoto na 200 m żabką, srebro na 100 m tym stylem. Również druga była kanadyjska sztafeta w stylu zmiennym, cztery lata później Kanadyjczycy ponownie sięgnęli po srebro. Wielokrotnie stawał na podium mistrzostw świata (1982: złoto na 200 m żabką, srebro na 100 m żabką; 1986: złoto na 100 m żabką, srebro na 200 m żabką), Commonwealth Games i mistrzostw Pacyfiku, bił rekordy świata. Wielokrotny medalista krajowych mistrzostw i rekordzista Kanady
Zginął w wypadku drogowym kilka miesięcy po zakończeniu kariery pływackiej.